# Públio Múmio Sisena
Públio Múmio Sisena (em latim: Publius Mummius Sisenna) foi um político e militar romano do Século II.
Por volta de 133, Sisena foi escolhido pelo imperador Adriano para servir como governador da Britânia, em substituição a Sexto Júlio Severo, que fora enviado para a Judeia a fim de reprimir a rebelião de Bar Kochba. Ele se manteve no cargo até meados de 139.
A Muralha de Adriano pode ter sido concluída em seu governo, mas não há muitas evidências disso.
| Precedido por: Sexto Júlio Severo | Governador da Província Romana da Britânia 133—139 | Sucedido por: Quinto Lólio Úrbico |